# Secuestro de cadáveres por la República Islámica del Irán
La República Islámica de Irán ha sido acusada de robar los cuerpos de manifestantes asesinados de hospitales y morgues para impedir que las familias celebren funerales, que podrían convertirse en puntos de reunión de protestas. Las Naciones Unidas expresaron preocupación por el trato dado por Irán a los manifestantes detenidos y dijeron que las autoridades se negaban a liberar algunos de los cuerpos de los asesinados.
El robo de cadáveres ha ocurrido a lo largo de la historia del régimen, pero se ha visto con mayor frecuencia a raíz de las protestas.

## Descripción
La práctica se considera una forma de negar la dignidad y el respeto a las víctimas y sus familias, así como una forma de ocultar crímenes contra la humanidad. La práctica también viola el derecho internacional de los derechos humanos y el derecho islámico, que exigen un entierro adecuado y respeto por los muertos. La práctica también priva a las familias de su derecho a la verdad, la justicia y la compensación por sus pérdidas.
Al retirar los cuerpos de los manifestantes muertos, las autoridades están tratando de impedir que sus familias celebren funerales y ceremonias de luto, lo que podría alimentar más protestas e indignación pública. También intentan ocultar las pruebas de su represión y el verdadero número de víctimas.

## Historia
La práctica de robar cuerpos no es nueva en Irán, ya que ha sido utilizada por las autoridades en diversas protestas o conflictos, como las protestas del Noviembre Sangriento de 2019 o las ejecuciones masivas de presos políticos en 1988.
Las protestas del Noviembre Sangriento de 2019 en Irán fueron una serie de manifestaciones en todo el país que estallaron después de que el gobierno anunciara un aumento repentino en los precios del combustible, que causó cientos de víctimas debido a la dura represión. , como retener sus cuerpos o ordenarles que los entierren en tumbas anónimas. Human Rights Watch informó de varios casos de familias que firmaron declaraciones en las que decían que no se comunicarían con los medios ni celebrarían funerales públicos para sus seres queridos a cambio de cadáveres.
Durante las protestas de 2021, las autoridades iraníes fueron acusadas de robar los cuerpos de los manifestantes que fueron asesinados por las fuerzas de seguridad durante las manifestaciones. Estallaron protestas por diversas cuestiones, como la escasez de agua, los cortes de energía, las dificultades económicas y la represión política. Las autoridades también acosaron e intimidaron a las familias de las víctimas y, en algunos casos, se negaron a entregar sus cuerpos o las obligaron a enterrarlos en tumbas anónimas. A las familias se les negó la oportunidad de despedirse de sus seres queridos y celebrar funerales y ceremonias de duelo, lo que podría alimentar nuevas protestas e indignación pública. Grupos y activistas de derechos humanos pidieron justicia y rendición de cuentas para las víctimas de la represión.
Las autoridades también fueron acusadas de ocultar o manipular los certificados de defunción de los manifestantes de Mahsa Amini, dificultando a sus familiares obtenerlos o verificar la causa de la muerte. Según Iran Human Rights, una ONG con sede en Noruega, a algunas familias se les ha pedido que paguen grandes sumas de dinero para recibir los cuerpos o los certificados de defunción de sus seres queridos. A algunas familias también se les dijo que sus familiares habían muerto por causas naturales o accidentes y no por heridas de bala o tortura. Algunas familias no pudieron encontrar los cuerpos de sus familiares, a pesar de las búsquedas en varios hospitales y morgues.

## Consecuencias
En noviembre de 2021 se abrió en Londres una investigación independiente, denominada Tribunal de Atrocidades de Irán, para investigar las acusaciones de asesinatos masivos de manifestantes por parte del gobierno iraní en noviembre de 2019. El tribunal escuchará pruebas de testigos, expertos y familiares de las víctimas, que afirman que Las autoridades iraníes utilizaron fuerza excesiva para reprimir las protestas, que estallaron por el aumento de los precios del combustible y se convirtieron en una expresión más amplia de disidencia. El tribunal también examinará las acusaciones de que las autoridades iraníes robaron los cuerpos de algunos de los manifestantes que fueron asesinados para ocultar el alcance de la violencia e impedir que sus familias celebraran funerales y ceremonias de luto.